# Till Oeltermann
Till Oeltermann (* 23. Mai 1978 in Cuxhaven) ist ein deutscher ehemaliger Basketballspieler.

## Laufbahn
Oeltermann, ein 1,98 Meter großer Flügelspieler, nahm im Sommer 1996 mit der deutschen Juniorennationalmannschaft an der Europameisterschaft in Frankreich teil, zu seinen Mannschaftskameraden während des Turniers zählten neben anderen Dirk Nowitzki und Robert Maras. Oeltermann erzielte bei der EM 4,1 Punkte pro Begegnung. Er stand von 1996 bis 1998 im Bundesliga-Aufgebot von Brandt Hagen und spielte mit dem Verein teils auch im Europapokal. Ab 1997 verfügte er über eine Doppellizenz für BG Hagen (2. Basketball-Bundesliga), für die er anschließend bis 2002 fest spielte und später noch in der 2. Regionalliga auflief. Bis 2007 war er Trainer der BG Hagen II in der Oberliga.
2014 gewann er mit VFK Hagen an der Seite weiterer früherer Bundesligaspieler wie Oliver Herkelmann und Ralf Risse den deutschen Meistertitel in der Wettkampfklasse Ü35.